# Takeši Okada
Takeši Okada (* 25. srpen 1956) je bývalý japonský fotbalista.

## Reprezentace
Takeši Okada odehrál 24 reprezentačních utkání.

## Statistiky
| Japonsko | Japonsko | Japonsko |
| Roky     | Záp.     | Góly     |
| -------- | -------- | -------- |
| 1980     | 3        | 0        |
| 1981     | 5        | 0        |
| 1982     | 2        | 1        |
| 1983     | 7        | 0        |
| 1984     | 4        | 0        |
| 1985     | 3        | 0        |
| Celkem   | 24       | 1        |